# École normale supérieure de Tunis
Pour les autres articles nationaux ou selon les autres juridictions, voir École normale supérieure.
L'École normale supérieure de Tunis (ENS) est un établissement universitaire tunisien rattaché à l'université de Tunis.

## Histoire
Fondée en octobre 1956, l'École normale supérieure est le premier établissement universitaire créé après l'indépendance de la Tunisie. Son existence devient officielle avec le décret du 13 septembre 1958.
L'école est alors réputée pour son recrutement sélectif et ses étudiants jouissent de conditions d'études favorables. Elle forme majoritairement des professeurs d'enseignement secondaire mais, très tôt, des rivalités éclatent entre l'ENS et les facultés nées après elle, dont la faculté des sciences de Tunis, pour attirer les meilleurs élèves. Pointant les coûts de fonctionnement élevés, les revendications des facultés trouvent un écho dans un milieu politique hostile à cette institution réputée politisée et contestataire. En 1976, la décision est prise de créer deux nouvelles écoles normales supérieures ouvertes quelques années plus tard en province, tandis que l'ENS de Tunis ferme en 1982. Ainsi, les sections scientifiques (mathématiques, physique-chimie et sciences naturelles) se retrouvent à Bizerte, tandis que les sections littéraires (lettres arabes, françaises et anglaises, histoire-géographie) s'installent à Sousse. En 1991, ces deux écoles donnent respectivement naissance à la faculté des sciences de Bizerte et à la faculté de lettres de Sousse et l'ENS disparait donc complètement du paysage universitaire tunisien,.
L'ENS de Tunis renaît en 1997 et s'installe dans ses locaux du quartier d'El Gorjani à Tunis. Dès 2017, plusieurs crises traversent l'ENS dues à des tensions avec ses deux ministères de tutelle que sont le ministère de l'Éducation et celui de l'Enseignement supérieur et de la Recherche scientifique,.

## Mission
L'École normale supérieure de Tunis a pour but de former des enseignants, des chercheurs et des cadres, ainsi que de préparer aux concours d'agrégation.

## Formation
L'ENS est composée de trois départements chargés des disciplines suivantes :
- Département des langues : langues arabe, française et anglaise[7] ;
- Département des sciences humaines : philosophie, histoire et géographie[8] ;
- Département des sciences fondamentales : mathématiques et physique[9].

## Partenariats
L'ENS de Tunis est l'un des partenaires historiques des Écoles normales supérieures françaises.